# Велоспорт на летних Олимпийских играх 2000 — командная гонка преследования (мужчины)
Соревнования в командной гонке преследования на 4 км по велоспорту среди мужчин на летних Олимпийских играх 2000 прошли 18 и 19 сентября. Приняли участие 48 спортсменов из 12 стран. Победитель этой дисциплины на предыдущих Олимпийских играх сборная Франции заняла 4-е место.
Чемпионами игр стали спортсмены сборной Германии, установившие в финале мировой рекорд, равный 3:59,710, став первой командой в мире, выехавшей из 4 минут. В составе немецкой сборной выступали Роберт Бартко и Йенс Леманн, которые за два дня до этого заняли первое и второе места в индивидуальной гонке преследования.
Серебряными призёрами стала сборная Украины. В полуфинале украинские велогонщики сотворили настоящую сенсацию, опередив победителя квалификации сборную Великобритании, установив при этом мировой рекорд.
Третье место заняла сборная Великобритании, которая довольно уверенно выиграла квалификацию, а затем в четвертьфинале на круг опередила сборную России, но уступив украинцам, британцы смогли завоевать только бронзовые медали, выиграв очный поединок у сборной Франции. В составе сборной Великобритании свою первую медаль завоевал Брэдли Уиггинс, в будущем ставший одним из двух спортсменов, которые завоевали 7 олимпийских наград в велоспорте.
Перед началом Олимпийских игр к фаворитам турнира также причисляли сборную Италии. Но буквально за месяц до начала игр итальянцы лишились двух сильнейших велогонщиков. Олимпийский чемпион игр 1996 года Андреа Коллинелли, а также Мауро Трентини были дисквалифицированы за применение допинга.

## Призёры
| Золото                                                                     | Серебро                                                                        | Бронза                                                                                     |
| Роберт Бартко Гвидо Фульст Даниэль Бекке Йенс Леманн Олаф Поллак* Германия | Александр Феденко Александр Симоненко Сергей Матвеев Сергей Чернявский Украина | Брайан Стил Пол Мэннинг Брэдли Уиггинс Крис Ньютон Роб Хэйлес** Джон Клей** Великобритания |

*—участвовал только в квалификации.
**—участвовал только в полуфинале.

## Рекорды
| Мировой рекорд     | Италия (ITA) | 4:00,958 с | Манчестер, Великобритания | 31 августа 1996 |
| Олимпийский рекорд | Франция      | 4:05,930 с | Атланта, США              | 27 июля 1996    |

Во время соревнований в этой дисциплине был установлены следующие мировые и олимпийские рекорды:
| Дата        | Страна         | Время    | Рекорд |
| ----------- | -------------- | -------- | ------ |
| 18 сентября | Великобритания | 4:04,030 | OR     |
| 18 сентября | Германия       | 4:01,810 | OR     |
| 19 сентября | Украина        | 4:00,830 | WR, OR |
| 19 сентября | Германия       | 3:59,710 | WR, OR |

## Соревнования

### Квалификация
| Место | Спортсмены                                                                             | Время    | Отставание |
| ----- | -------------------------------------------------------------------------------------- | -------- | ---------- |
| 1     | Великобритания · Брайан Стил · Пол Мэннинг · Брэдли Уиггинс · Крис Ньютон              | 4:04,030 | +0:00      |
| 2     | Украина · Александр Феденко · Александр Симоненко · Сергей Матвеев · Сергей Чернявский | 4:04,078 | +0,048     |
| 3     | Франция · Сириль Бос · Филипп Эрмено · Франсис Моро · Жером Нёвиль                     | 4:05,155 | +1,125     |
| 4     | Германия · Гвидо Фульст · Олаф Поллак · Даниэль Бекке · Йенс Леманн                    | 4:05,750 | +1,720     |
| 5     | Австралия · Бретт Эйткен · Грэм Браун · Бретт Ланкастер · Майкл Роджерс                | 4:06,361 | +2,331     |
| 6     | Новая Зеландия · Тим Карсвелл · Ли Вертонген · Гэри Андерсон · Грэг Хендерсон          | 4:08,463 | +4,433     |
| 7     | Нидерланды · Йен ден Брабер · Роберт Слиппенс · Йенс Маурис · Вилко Зёйдервейк         | 4:09,590 | +5,560     |
| 8     | Россия · Владимир Карпец · Алексей Марков · Владислав Борисов · Денис Смыслов          | 4:09,910 | +5,880     |
| 9     | Аргентина · Вальтер Перес · Эдгардо Симон · Гонсало Мартин Гарсия · Гильермо Брунетта  | 4:10,940 | +6,910     |
| 10    | США · Дерек Бушар-Холл · Мариано Фридик · Томми Малки · Эрин Хартвелл                  | 4:12,494 | +9,464     |
| 11    | Италия · Марио Бенеттон · Адлер Капелли · Кристиано Циттон · Марко Вилла               | 4:15,451 | +11,421    |
| 12    | Испания · Мигель Альсамора · Исаак Гальвес · Тони Таулер · Хосе Харке                  | 4:15,457 | +11,427    |

### 1/4 финала
Четвертьфинальные пары образовывались по результатам квалификации.
| Ранг | Спортсмен                                                        | Результат |
| ---- | ---------------------------------------------------------------- | --------- |
| 1    | Брайан Стил Пол Мэннинг Брэдли Уиггинс Крис Ньютон (GBR)         | 4:04,143  |
| 8    | Владимир Карпец Алексей Марков Сергей Климов Денис Смыслов (RUS) | +круг     |

| Ранг | Спортсмен                                                                    | Результат |
| ---- | ---------------------------------------------------------------------------- | --------- |
| 2    | Александр Феденко Александр Симоненко Сергей Матвеев Сергей Чернявский (UKR) | 4:03,359  |
| 7    | Петер Шеп Роберт Слиппенс Йенс Маурис Вилко Зёйдервейк (NED)                 | +круг     |

| Ранг | Спортсмен                                                    | Результат |
| ---- | ------------------------------------------------------------ | --------- |
| 3    | Сирил Бос Филипп Эрмено Франсис Моро Жером Нёвиль (FRA)      | 4:05,224  |
| 6    | Тим Карсвелл Ли Вертонген Гэри Андерсон Грэг Хендерсон (NZL) | 4:06,495  |

| Ранг | Спортсмен                                                  | Результат     |
| ---- | ---------------------------------------------------------- | ------------- |
| 4    | Гвидо Фульст Роберт Бартко Даниэль Бекке Йенс Леманн (GER) | 4:01,810 (OR) |
| 5    | Бретт Эйткен Грэм Браун Брэдли Макги Майкл Роджерс (AUS)   | 4:03,209      |

### 1/2 финала
Полуфинальные пары образовывались, исходя из времени, показанного сборными на стадии 1/4 финала.
| Ранг | Спортсмен                                                  | Результат |
| ---- | ---------------------------------------------------------- | --------- |
| 1    | Гвидо Фульст Роберт Бартко Даниэль Бекке Йенс Леманн (GER) | 4:05,930  |
| 4    | Сирил Бос Филипп Эрмено Франсис Моро Жером Нёвиль (FRA)    | 4:11,549  |

| Ранг | Спортсмен                                                                    | Результат     |
| ---- | ---------------------------------------------------------------------------- | ------------- |
| 2    | Александр Феденко Александр Симоненко Сергей Матвеев Сергей Чернявский (UKR) | 4:00,830 (WR) |
| 3    | Джон Клей Пол Мэннинг Брэдли Уиггинс Роб Хэйлес (GBR)                        | 4:02,387      |

### Заезд за 3-е место
| Спортсмен                                                | Результат |
| -------------------------------------------------------- | --------- |
| Брайан Стил Пол Мэннинг Брэдли Уиггинс Крис Ньютон (GBR) | 4:01,979  |
| Сирил Бос Филипп Эрмено Франсис Моро Жером Нёвиль (FRA)  | 4:05,991  |

### Финал
| Спортсмен                                                                    | Результат     |
| ---------------------------------------------------------------------------- | ------------- |
| Гвидо Фульст Роберт Бартко Даниэль Бекке Йенс Леманн (GER)                   | 3:59,710 (WR) |
| Александр Феденко Александр Симоненко Сергей Матвеев Сергей Чернявский (UKR) | 4:04,520      |